# Ignacio Ochoa
Ignacio José Ochoa (Neuquén, 26 settembre 1979) è un cestista argentino con cittadinanza italiana.

## Palmarès
- Campionato argentino (1999, 2000)[1]